# عزلة المجاهدة (إب)

تعديل مصدري - تعديل

عزلة المجاهدة هي إحدى عزل مديرية حزم العدين في محافظة إب اليمنية ويبلغ تعداد سكانها 1451 نسمة حسب التعداد السكاني في اليمن لعام 2004.